# Zorlu Holding
Zorlu Holding er et tyrkisk multinationalt industrikonglomerat med hovedkvarter i Istanbul. De driver virksomhed indenfor tekstiler, hvidevarer, elektronik, energi, minedrift, produktion, telekommunikation og finansiel service. Zorlu group blev etableret af Hacı Mehmet Zorlu i 1950.
Zorlu Holding opkøbte flyindustrivirksomheden Vestel i 1994.